# Karhurivier
De Karhurivier (Zweeds: Karhujoki) is een rivier, die stroomt in de Zweedse  gemeente Pajala. De rivier dankt haar naam aan een uitgebreid moerasgebied in deze buurt, het Karhujänkkä. De rvier dient tot afvoer van het overtollige water en stroomt zuidoostwaarts naar het Pentäsjärvi toe. Zij vormt een bronrivier van de Pentäsrivier en uiteindelijk de Torne. De rivier stroomt door onbewoond gebied.